# Bacharuddin Jusuf Habibie
Pour les articles homonymes, voir Habibi.
Bacharuddin Jusuf Habibie (généralement présenté comme B. J. Habibie ou Rudy Habibie), né le 25 juin 1936 à Pare-Pare (Sulawesi du Sud, Indonésie) et mort le 11 septembre 2019 à Jakarta (Indonésie), est un homme politique indonésien, membre du Golkar.
Il est le troisième président de la république d'Indonésie du 21 mai 1998 au 20 octobre 1999.

## Biographie
Bacharuddin Jusuf Habibie est né en 1936 dans la ville de Pare-Pare, au sud de l’île de Célèbes. B. J. Habibie a été le premier président indonésien né en dehors de Java, plus précisément sur l'île de Célèbes. Il est d'origine ethnique Gorontalo de la lignée de son père venu de Kabila, Gorontalo et d'origine javanaise de sa mère venue de Yogyakarta.

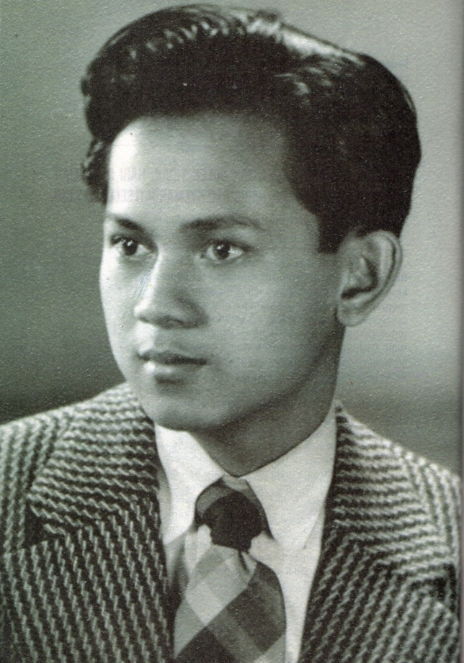
Habibie pendant ses jeunes années à Aix-la-Chapelle.

En 1954, il envisage d'étudier les techniques aérospatiales et la construction aeronautics à l'Université de technologie de Delft, aux Pays Bas. Mais à la suite du conflit entre les Pays-Bas et l'Indonésie en Nouvelle Guinée occidentale, il privilégie l'Allemagne de l'Ouest, pour mener ses études supérieures, avec une bourse, et étudie à l'École supérieure polytechnique de Rhénanie-Westphalie. Il obtient un diplôme d'ingénieur en 1960, puis un doctorat au même endroit en 1965 avec la mention summa cum laude. Il travaille ensuite au sein de Messerschmitt-Bölkow-Blohm.
Après son retour en Indonésie en 1974, il dirige la société publique aéronautique Industri Pesawat Terbang Nusantaraa puis est nommé ministre d'État à la Recherche et à la Technologie par Suharto en 1978. Le 10 mars 1998, il devient vice-président et, après la démission de Suharto le 21 mai 1998, troisième président de l'Indonésie depuis l'indépendance. Il organise la transition vers un régime démocratique, stabilise l'économie. La principale crise à laquelle il est confronté est le désir d'indépendance du Timor-Oriental. Après avoir proposé sans succès un « statut spécial », que les dirigeants timorais refusent, il organise, avec l'ONU, un référendum, le 30 août 1999, sur le devenir de ce territoire.

## Question timoraise

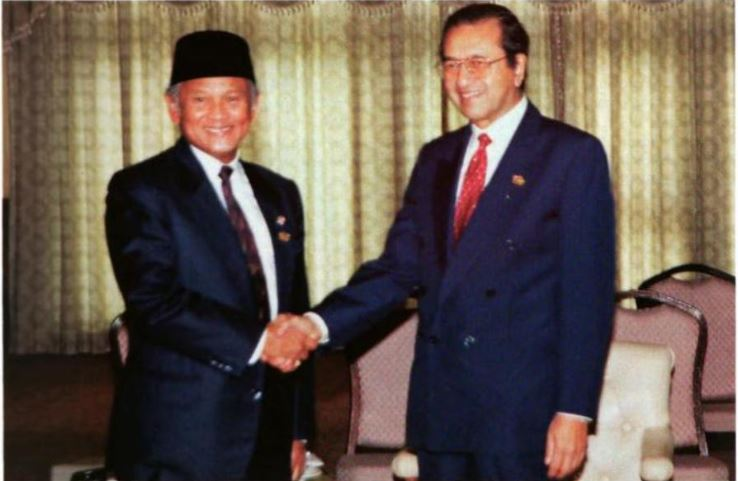
Habibie et le Premier ministre malaisien Mahathir Mohamad au sommet de l'APEC 1998 en Malaisie.

Les Timorais choisissent l'indépendance lors de ce référendum sur l'indépendance du Timor oriental. Aussitôt, éclate la crise timoraise durant laquelle la province est mise à feu et à sang par des milices pro-indonésiennes ne dépendant pas du gouvernement, mais jouissant d'une impunité totale et refusant de reconnaître l'écrasante victoire au référendum en faveur de l'indépendance. Ces milices indonésiennes s'emparent de Dili, la capitale, et lancent une répression sanglante dans les rangs indépendantistes. Après plusieurs jours de tueries, de déportations et de pillages, l’ONU se décide à envoyer une force internationale pour le Timor oriental sous commandement australien (Interfet) afin d’imposer la paix. Le 20 septembre 1999, le Timor oriental devient un territoire sous administration provisoire des Nations unies,.
Bacharuddin Jusuf Habibie avait peu de soutien dans le peuple et dans l'armée. Ses réformes - y compris les syndicats libres et les élections libres - n’ont pas accru sa popularité. Il a donc volontairement renoncé en 1999 à une nouvelle candidature. Abdurrahman Wahid est élu pour lui succéder.

## Mort
Bacharuddin Jusuf Habibie meurt le 11 septembre 2019, à l’âge de 83 ans, à l'hôpital militaire de Djakarta, à la suite de problèmes cardiaques.